# Hans Neumüller

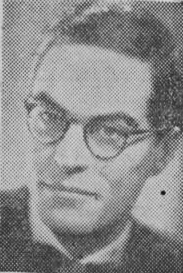
Hans Neumüller

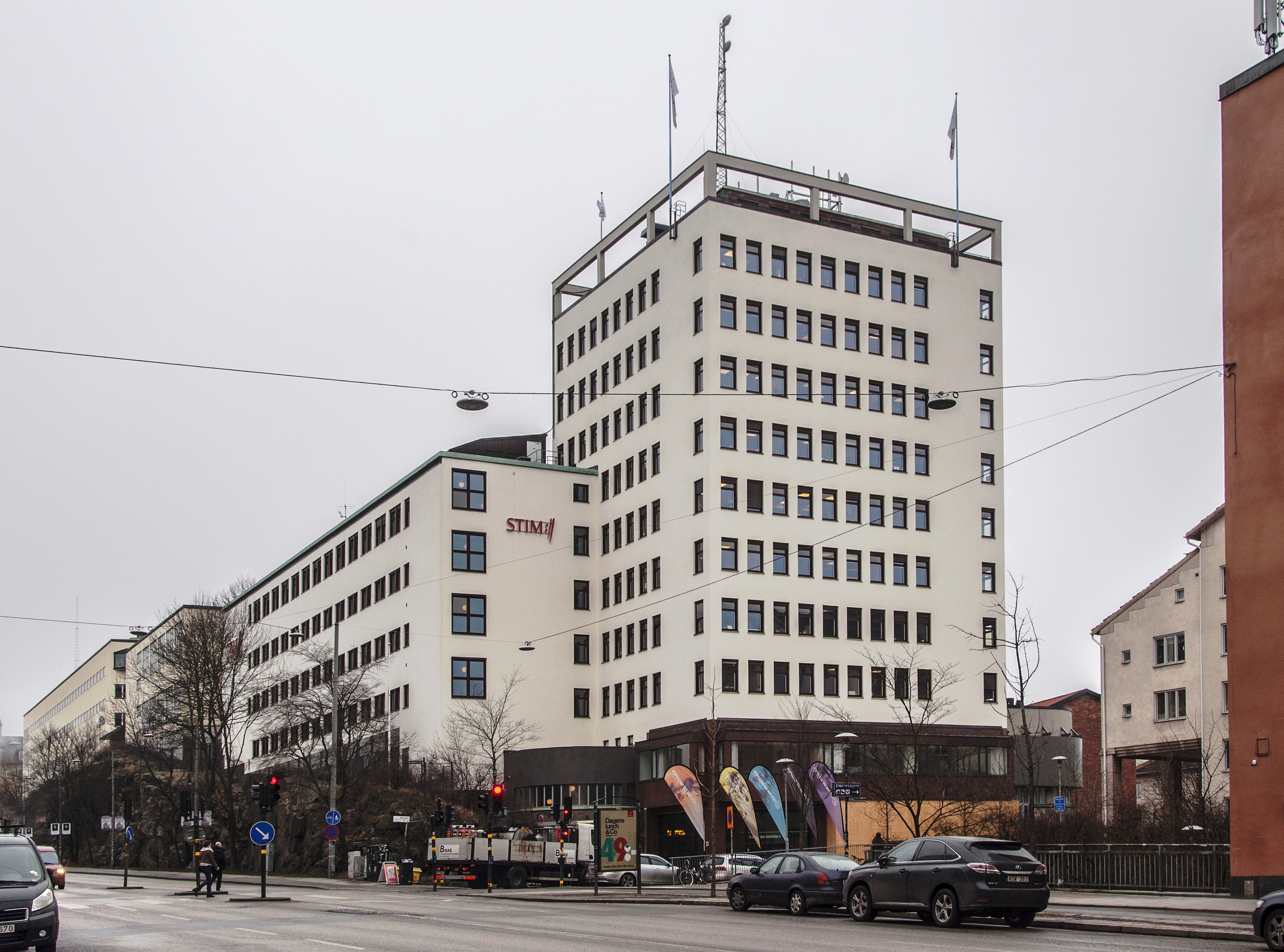
Telegrafverkets undervisningsanstalt

Hans-Fredrik Neumüller, född 25 december 1911 i Stockholm, död 6 mars 1954, var en svensk arkitekt.
Neumüller studerade vid Kungliga tekniska högskolan med fortsatta studier vid Kungliga Konsthögskolan i Stockholm. Han fick KKH:s resestipendium och vistades en längre tid på Svenska institutet i Rom. Han praktiserade hos arkitekter inom och utom landet innan han startade egen verksamhet i Stockholm
Tillsammans med Hans Brunnberg utformade han ritningar för Telegrafverkets undervisningsanstalt, Hornsgatan 103, Stockholm, 1949, telegrafstation i Krokek 1947, ålderdomshem i Skultuna 1949, bostadshus i kv Ejdern, Slite 1950–1952, tillbyggnad av verkstad i Slite 1944, 1946, laboratorium i Slite 1944–1945, ungkarlshus i Slite 1944–1945, kiosk i Slite 1946. tennishall i Slite 1947 och biograf i Slite 1943. Bland egna arbeten finns enligt ritningsförteckning i Arkitekturmuseets arkiv förslag och ritningar till villor och radhus, olika inredningar, öppna spisar, detaljer mm.